# 俄罗斯空天军
俄罗斯空天军（俄語：Воздушно-космические силы Российской Федерации）是俄羅斯聯邦軍隊的5大军种之一，是全球五個目前僅有的太空軍之一，于2015年8月1日由俄罗斯空军和俄罗斯空天防御兵合并而成，负责俄罗斯的航空、航天、导弹防御的軍事行动，其总部位于莫斯科市。

## 历史
1991年12月26日，苏联最高苏维埃宣布苏联解散，俄罗斯联邦成為獨立國家，俄罗斯联邦武装力量保留了空军与国土防空军2大军种，俄罗斯空军与国土防空军继承了苏联的大多数的现代战机和65%的苏联空军与苏联国土防空军的人员。俄罗斯还通过债务抵偿的方式将一些在哈萨克斯坦、白俄罗斯和乌克兰境内的苏联飞机换回。
1992年8月10日，俄罗斯太空军成立，1997年并入战略火箭军。
1998年7月16日，俄罗斯国土防空军并入空军。
2001年，俄罗斯太空军再次成立，2011年，俄罗斯太空军改组为俄罗斯空天防御兵。
2015年8月1日，俄罗斯空军和俄罗斯空天防卫军合并为俄罗斯空天军。

## 编成
俄罗斯空天军目前主要由航空部队、航天部队、导弹防卫部队三部分组成。拥有4,000多架飞机，目前正大量換裝新型四代半戰機、現代化升級轟炸機等以汰換蘇聯時期裝備，并積極發展高性能匿蹤作戰飛機，現時處於作戰狀態（叙利亚内战及俄羅斯入侵烏克蘭）。根據俄羅斯國防部報告，俄羅斯空天軍於2023年接收超過100架新造軍機與超過150架新造直升機，有效抵銷俄烏戰場上的損失並替換舊裝備。

### 航空部队
俄罗斯空天军的航空部队编为7个战役司令部，构成“战役司令部-空军基地（旅）-大队（团）”三级指挥结构。第1空防司令部归西部军区指挥，第2空防司令部归中央军区指挥，第3空防司令部归东部军区指挥，第4空防司令部归南部军区指挥。
- 第1空防司令部
  - 第6961空军基地（装备苏-27歼击机，驻贝索韦茨）；
  - 第6964空军基地（装备苏-24M和苏-24MR前线轰炸机，驻蒙切戈尔斯克）；
  - 第6965空军基地（装备米-8TM、米-24V和米-28N直升机，驻维亚泽马）；
  - 第7000空军基地（装备苏-24M、苏-24MR和苏-34前线轰炸机，驻沃罗涅日）。

- 第2空防司令部
  - 第6977空军基地（装备米格-31歼击机，驻彼尔姆）；
  - 第6979空军基地（装备米格-31BM歼击机，驻堪斯克）；
  - 第6980空军基地（装备苏-24M前线轰炸机，驻车里雅宾斯克）；
  - 第6982空军基地（装备米格-29和苏-30SM歼击机，驻多姆纳）。

- 第3空防司令部
  - 第6983空军基地（装备苏-25SM强击机、米-8TM和米-24P直升机，驻沃兹德维任卡）；
  - 第6987空军基地（装备苏-27SM、苏-30M2和苏-35S歼击机，驻泽姆基）；
  - 第6988空军基地（装备苏-24M、苏-24M2和苏-24MR前线轰炸机，驻呼尔巴）；
  - 第6989空军基地（装备苏-27SM和苏-35S歼击机，驻中乌戈洛瓦亚）；
  - 第265运输航空基地（驻哈巴罗夫斯克）。

- 第4空防司令部
  - 第6970空军基地（装备苏-24M和苏-34前线轰炸机，驻摩罗佐夫斯克）；
  - 第6971空军基地（装备苏-25sM强击机、米-8AMTSh、米-24V和米-28N直升机，驻布琼诺夫斯克）；
  - 第6972空军基地（装备苏-27歼击机、米-8、米-24P和米-28N直升机，驻克里木斯克）；
  - 第6974空军基地（装备米-8MTV-5、米-24V、米-28N和米-35M直升机，驻科列诺夫斯克）；
  - 第999空军基地（装备苏-25强击机、苏-27歼击机和米-8T直升机，驻坎特）；
  - 第229运输航空基地（驻顿河畔罗斯托夫）。

- 空天防御战役战略司令部
  - 第6963空军基地（装备米格-29SMT歼击机，驻库尔斯克）；
  - 第6968歼击机空军基地（装备苏-27和米格-31歼击机，驻霍季洛沃）。

- 军事运输航空兵司令部
  - 第6955空军基地（装备伊尔-76运输机，驻特维尔）；
  - 第6956空军基地（装备伊尔-76运输机，驻奥伦堡）；
  - 第6958空军基地（装备伊尔-76运输机，驻塔甘罗格）；
  - 第6985空军基地（装备伊尔-76运输机，驻普斯科夫）。

- 远程航空兵司令部
  - 第6950空军基地（装备图-22M3远程轰炸机、图-95MS和图-160战略轰炸机，驻恩格斯）；
  - 第6952空军基地（装备图-95MS战略轰炸机，驻乌克拉因卡）；
  - 第6953空军基地（装备图-22M3远程轰炸机，驻斯列德尼）。

### 航天部队
- 航天司令部（英语：Russian Space Command）
  - 季托夫测试和航天系统控制中心（英语：Titov Main Test and Space Systems Control Centre）
  - 导弹袭击预警主中心（英语：Main Centre for Missile Attack Warning）
  - 航天情报中心（英语：Main Space Intelligence Centre）
    - 「多瑙河」雷达（英语：Dunay radar）
    - 「皇冠」太空物体识别站（英语：Krona space object recognition station）
    - 「皇冠-Н」太空物体识别站（英语：Krona-N）
    - 即時太空监视站（英语：Moment space surveillance complex）
    - 「窗口」太空監視站（英语：Okno）
    - 「窗口-С」太空監視站（英语：Okno-S）

### 导弹防卫部队
- 航天防御司令部
  - 第9导弹防卫部，位于普希金诺
  - 第4导弹防卫旅，位于多尔戈普鲁德
  - 第5导弹防卫旅，位于维德诺耶
  - 第6导弹防卫旅，位于勒热夫

## 裝備

### 防空系統
| 名稱        | 型號                 | 数量 | 備註 |
| ----------- | -------------------- | ---- | ---- |
| S-500導彈   | S-550S-500           | 1+   |      |
| S-400導彈   | S-400                | 248  |      |
| S-350導彈   | S-350                | 6    |      |
| S-300導彈   | S-300PSS-300PMS-300V | 330  |      |
| 山毛櫸飛彈  | 9K37M9M317           | 80   |      |
| 鎧甲-S1導彈 | 鎧甲-S2鎧甲-S1       | 50   |      |

### 航空
| Tu-160                   | 轟炸機       | Tu-160MTu-160                                         | 22+      | 2018年時，俄羅斯擁有16架Tu-160轟炸機，後續有所增加，2022年增加2架TU-160M轟炸機，2023年增加4架TU-160M轟炸機 。                                         |
| Tu-95                    | 轟炸機       | Tu-95MSTu-95MSM                                       | 3127     | |
| Tu-22M(大量損毀)         | 轟炸機       | Tu-22M3Tu-22M3R                                       | 571      | 俄羅斯入侵烏克蘭 期間已損失3架Tu-22M3 |
| PAK-DA                   | 轟炸機       |                                                       |          | 俄羅斯軍方宣稱PAK-DA匿蹤戰略轟炸機最快2023年原型機才能亮相，2040年前取代Tu-95與Tu-160轟炸機                                                           |
| 戰鬥機/攻擊機/戰鬥轟炸機 |              |                                                       |          | |
| Su-57                    | 戰鬥機       | Su-57                                                 | 29+      | 至2028年預計接收76架量產機。 |
| Su-35                    | 戰鬥機       | Su-35S                                                | 118+     | |
| Su-34                    | 戰鬥轟炸機   | Su-34                                                 | 163+     | |
| Su-30                    | 戰鬥機       | Su-30SMSu-30M2                                        | 94+19    | 計畫進行性能提升工程。 |
| Su-27                    | 戰鬥機       | Su-27sSu-27SM3Su-27SMSu-27P/UB                        | 422      | 由於過時和即將換裝Su-57，預計將Su-27P/UB型先行除役。                                                                                                  |
| Su-25                    | 攻擊機       | Su-25SM/SM3Su-25Su-25UB                               | 286      | |
| Su-24                    | 戰鬥轟炸機   | Su-24M/M2Su-24MR                                      | 264      | 由Su-34汰換。 |
| MiG-35                   | 戰鬥機       | MiG-35                                                | 8        | |
| MiG-31                   | 攔截機       | MiG-31MiG-31DZMiG-31BMiG-31BSMiG-31BMMiG-31BSMMiG-31K | 247-300+ | 截至2016年，俄羅斯武裝部隊至少裝備了247架MiG-31B / MiG-31BS / MiG-31BM / MiG-31BSM，然2012年時，俄羅斯空軍方面卻承認有300多架MiG-31在俄羅斯空軍服役。 |
| MiG-29                   | 戰鬥機       | MiG-29SMT/UBTMiG-29S/UB                               | 291-467+ | 逐步退役中，計劃由MiG-35汰換。 |
| PAK DP                   | 攔截機       |                                                       |          | |
| UCAV                     |              |                                                       |          | |
| S-70 獵人-B              | 無人攻擊機   | S-70                                                  |          | 已實現首飛 |
| C4ISR                    |              |                                                       |          | |
| Tu-214R                  | 電子偵查機   | Tu-214RTu-214OHTu-214SRTu-214PU-SBUS                  | 241      | |
| Il-82                    | 空中指揮機   | Il-82                                                 | 1        | |
| Il-80                    | 空中指揮機   | Il-80                                                 | 2        | |
| Il-22PP                  | 電子干擾機   | Il-22PP                                               | 3        | |
| Il-22                    | 空中指揮機   | Il-22MIl-22                                           | 115      | |
| Il-20                    | 電子偵查機   | Il-20M                                                | 14       | |
| A-50                     | 空中預警機   | A-50UA-50                                             | 813      | [ 22 ] |
| An-30                    | 地形測繪機   | An-30                                                 | 4        | |
| A-100                    | 空中預警機   | A-100                                                 |          | 研发失败 |
| 空中加油機               |              |                                                       |          | |
| Il-78                    | 空中加油機   | Il-78M-90AIl-78MIl-78                                 | 1105     | |
| 運輸機/公務機            |              |                                                       |          | |
| Tu-154                   | 幹線客機     | Tu-154B-2Tu-154M                                      | 17       | |
| Tu-134                   | 支線客機     | Tu-134                                                | 54       | |
| L-410                    | 支線客機     | L-410UVP                                              | 27       | |
| Il-76                    | 重型運輸機   | Il-76MD-90A（前稱：Il-476）Il-76MD-MIl-76MD           | 143110   | 俄羅斯入侵烏克蘭期間有4架伊留申IL-76戰略/戰術運輸機受襲，其中有2架IL-76被摧毁，另外2架也受到損傷                                                      |
| Il-62                    | 幹線客機     | Il-62M                                                | 7        | |
| Il-18                    | 支線客機     | Il-18D                                                | 6        | |
| An-148                   | 支線客機     | An-148-100E                                           | 15       | |
| An-140                   | 支線客機     | An-140-100                                            | 5        | |
| An-124                   | 重型運輸機   | An-124-100                                            | 11       | |
| An-72                    | 輕型運輸機   | An-72An-72P                                           | 25       | |
| An-26                    | 輕型運輸機   | An-26An-26DAn-26KPAAn-26MAn-26Sh                      | 113      | |
| An-22                    | 重型運輸機   | An-22A                                                | 3        | |
| An-12                    | 中型運輸機   | An-12BK                                               | 45       | |
| Il-276                   | 中型運輸機   |                                                       |          | 研製中 |
| Il-112                   | 輕型運輸機   | Il-112V                                               |          | 已實現首飛 |
| PAK VTA                  | 重型運輸機   |                                                       |          | 研製中 |
| 直升机                   |              |                                                       |          | |
| Mi-38                    | 運輸直升機   | Mi-38T                                                | 2        | |
| Mi-35                    | 攻擊直升機   | Mi-35M                                                | 56       | |
| Mi-28                    | 攻擊直升機   | Mi-28NMi-28UBMi-28NM                                  | 126      | 計劃將前線MI-28N升級為MI-28NM |
| Mi-26                    | 運輸直升機   | Mi-26Mi-26T                                           | 44       | |
| Mi-24                    | 攻擊直升機   | D/V/VP/P/PN                                           | 323      | |
| Mi-8                     | 運輸直升機   | Mi-8TMi-8MTMi-8AMTSh/AMTSh-VAMi-8MTV-5-1              | 780      | |
| Ka-226                   | 通用直升機   | Ka-226U                                               | 19       | |
| Ka-52                    | 攻擊直升機   | Ka-52Ka-52M                                           | >196     | 截止2024年為止已有47架戰損，包括37架永久性損失與10架暫時性損壞                                                                                        |
| Ka-60                    | 通用直升機   | Ka-60                                                 |          | |
| 教練機                   |              |                                                       |          | |
| Yak-130                  | 教練機       | Yak-130                                               | 112      | |
| Tu-134UBL                | 轟炸機教練機 | Tu-134UBLTu-134BSh                                    | 35       | |
| L-39                     | 教練機       | L-39                                                  | 87       | 由Yak-130汰換 |
| Yak-152                  | 教練機       |                                                       |          | |

俄羅斯空天軍部分現役飛機照片集錦

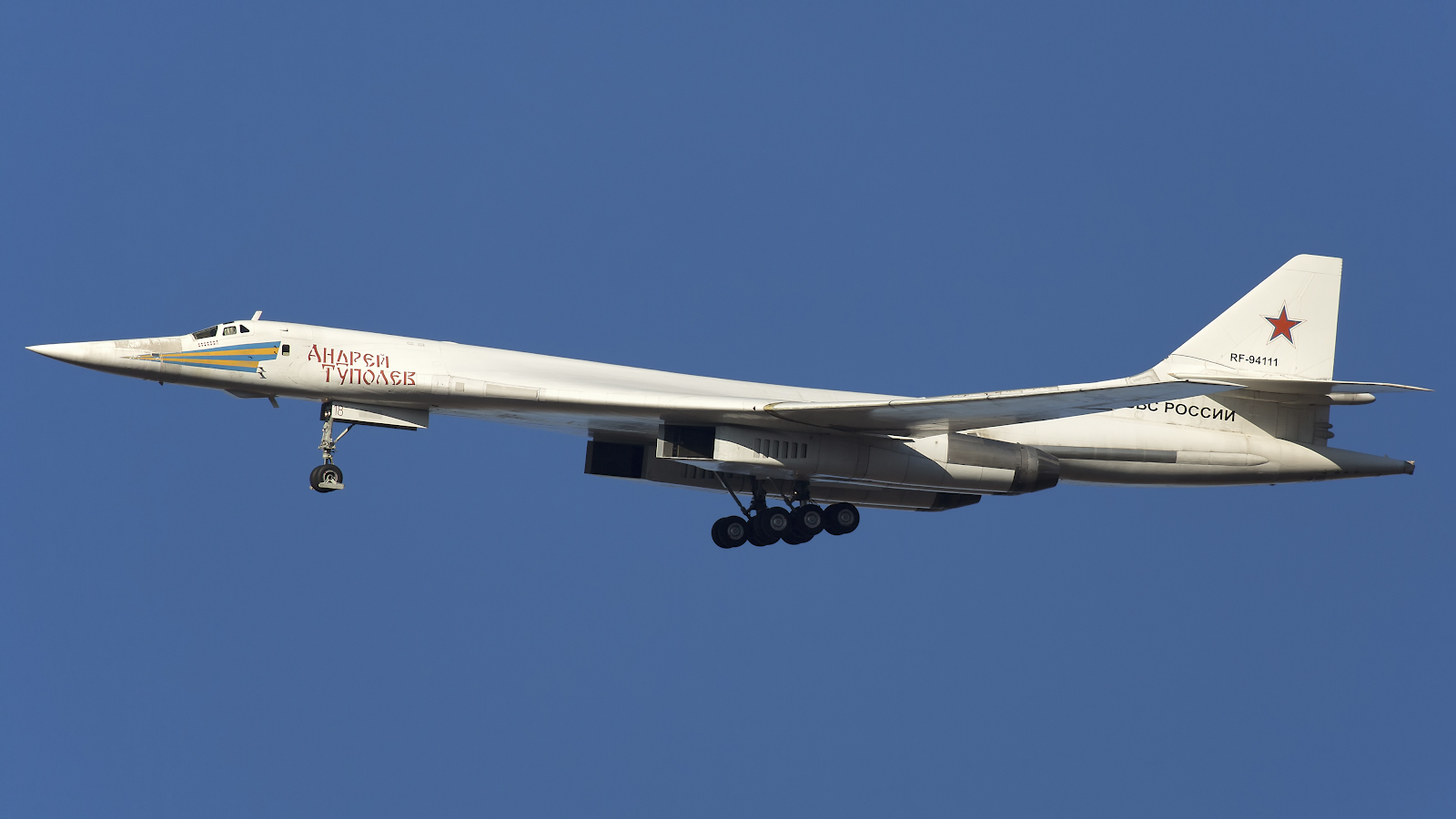
Tu-160M戰略轟炸機
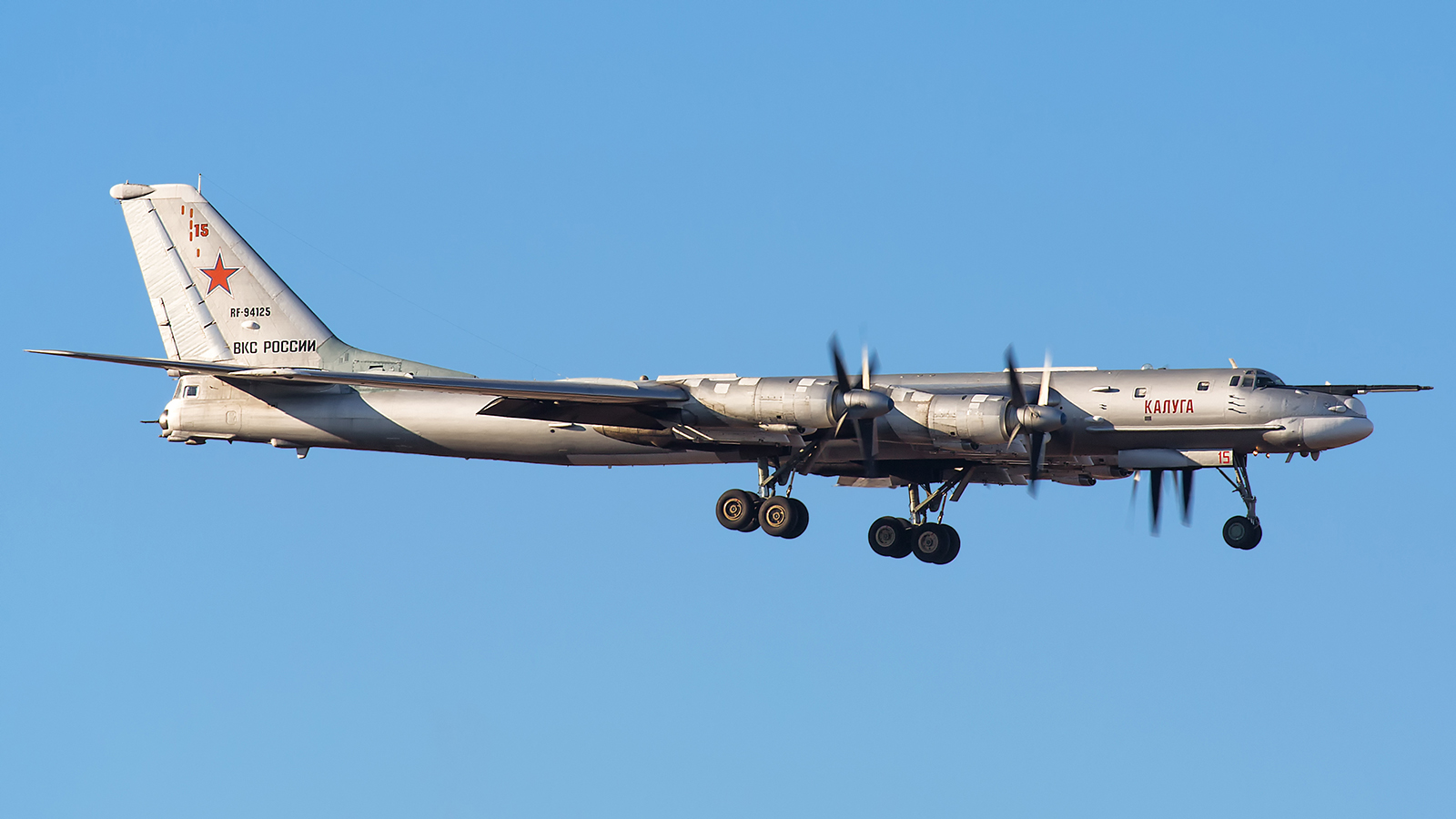
Tu-95MS戰略轟炸機
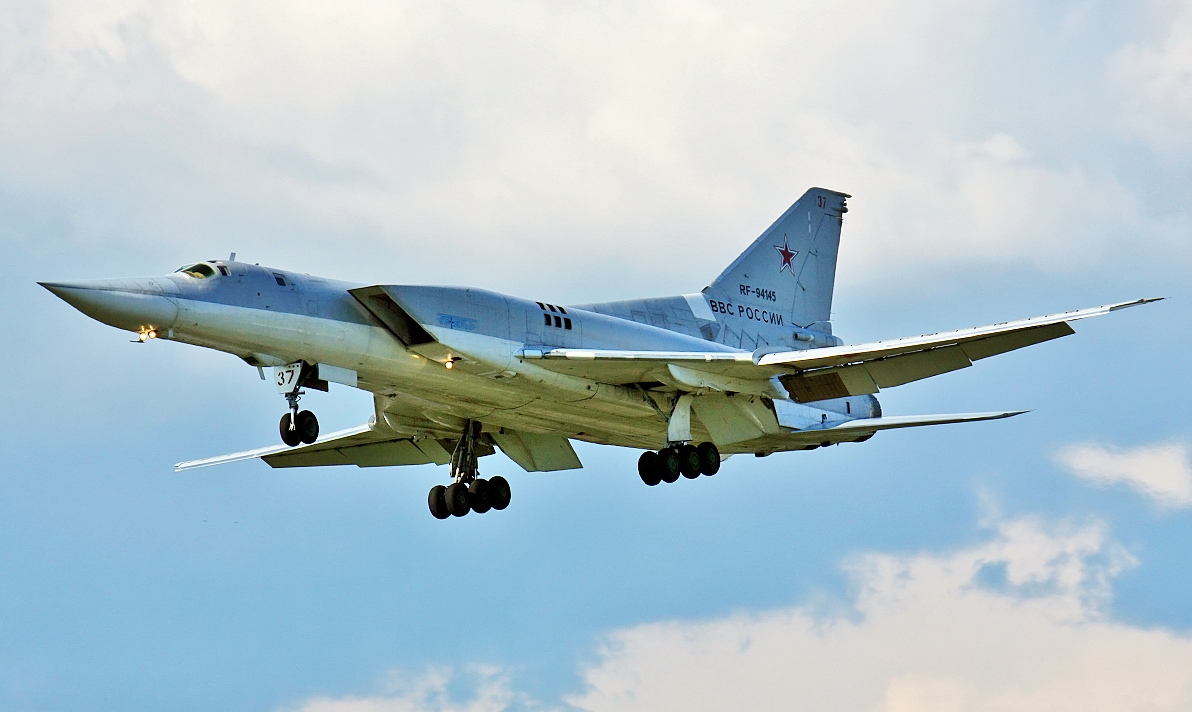
Tu-22M3M戰略轟炸機
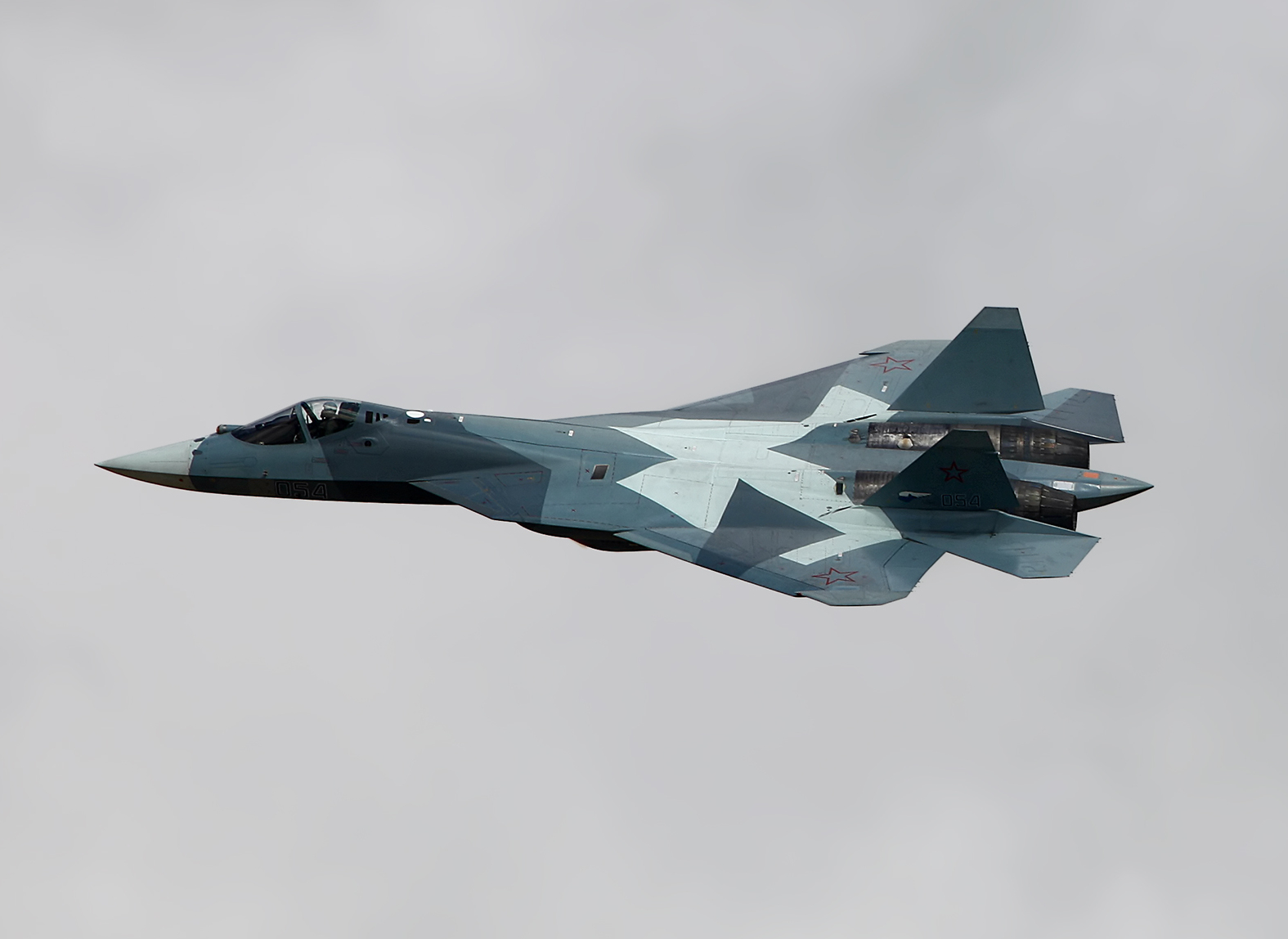
Su-57戰鬥機
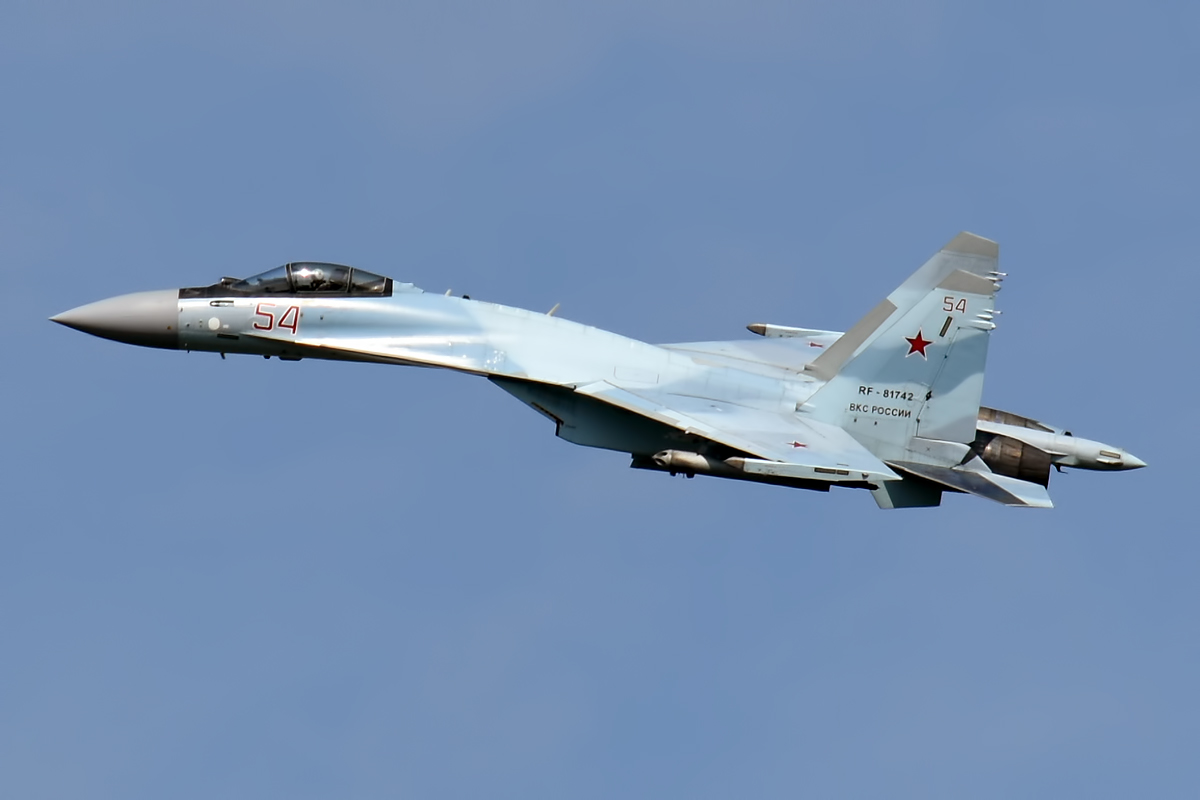
Su-35S戰鬥機
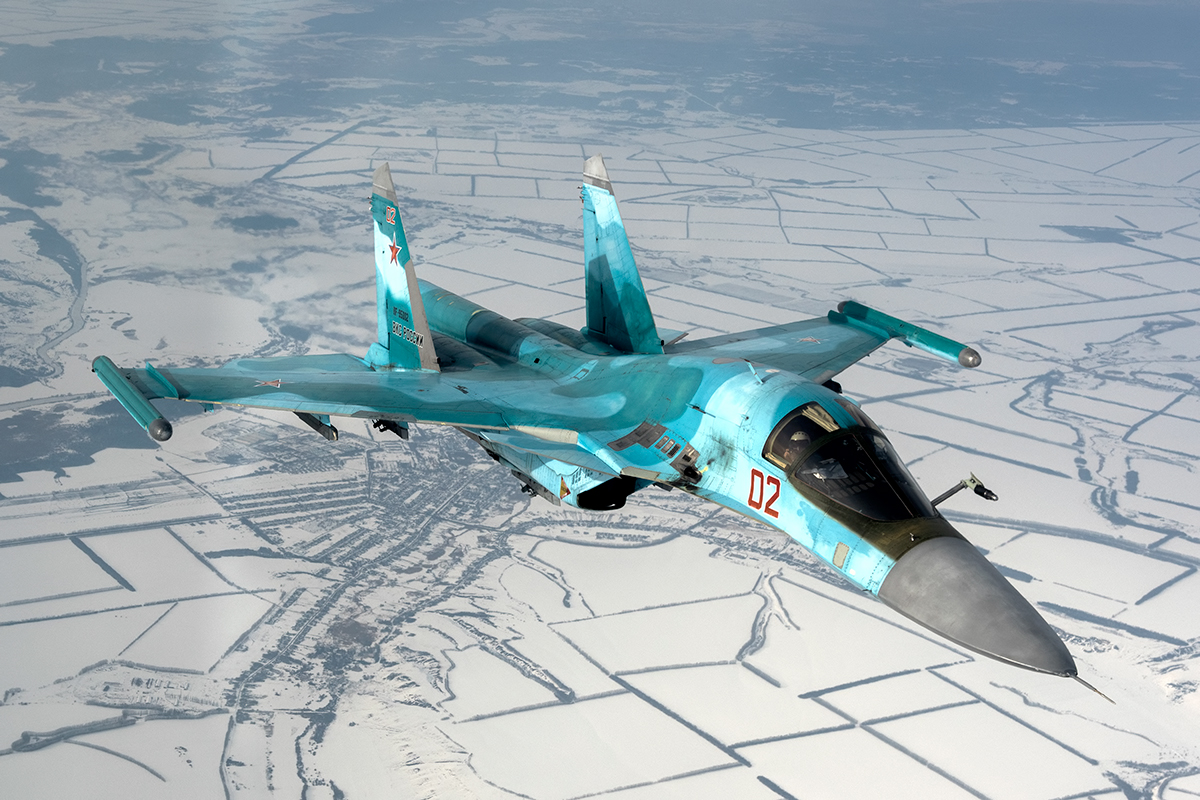
Su-34戰鬥轟炸機
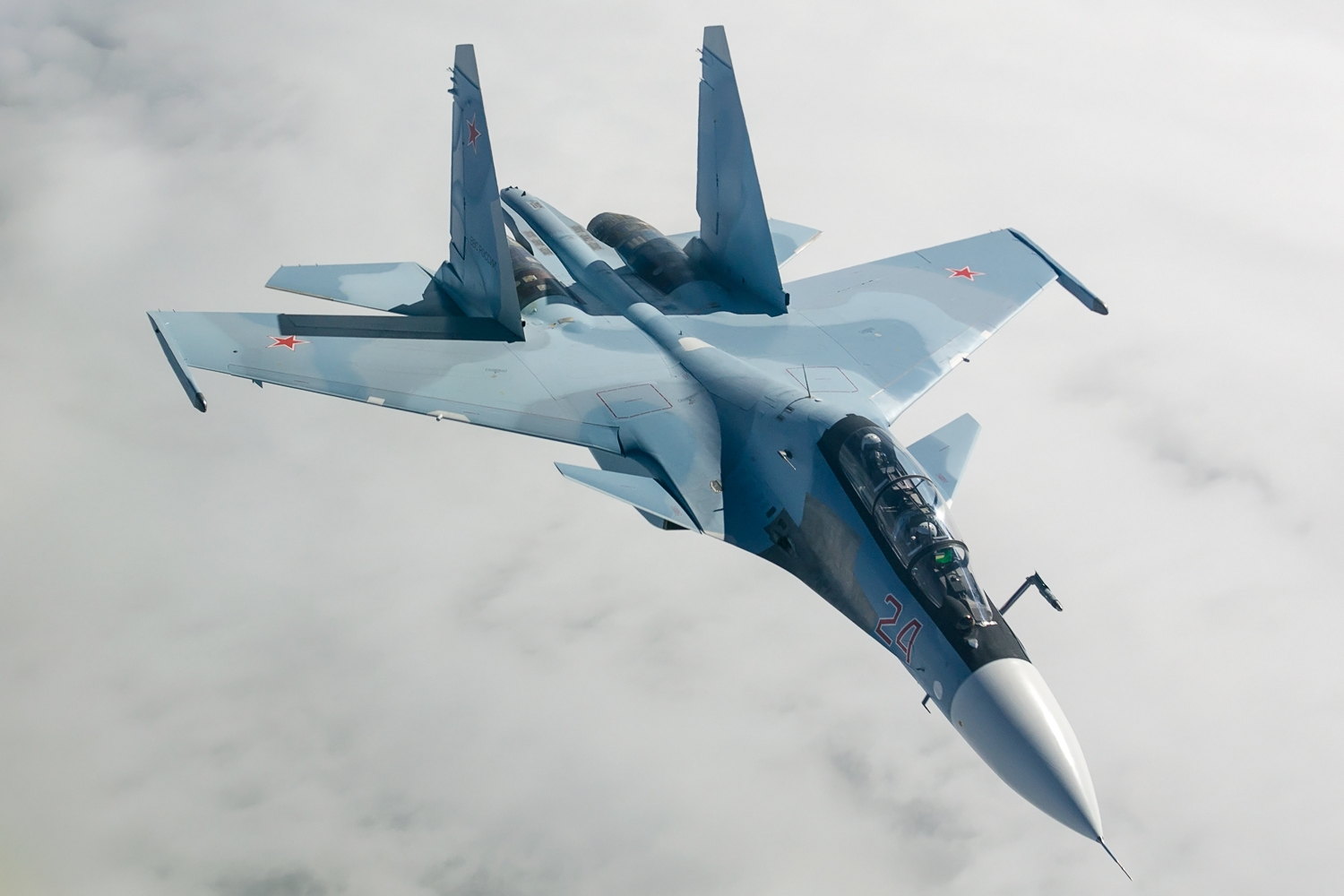
Su-30SM戰鬥機
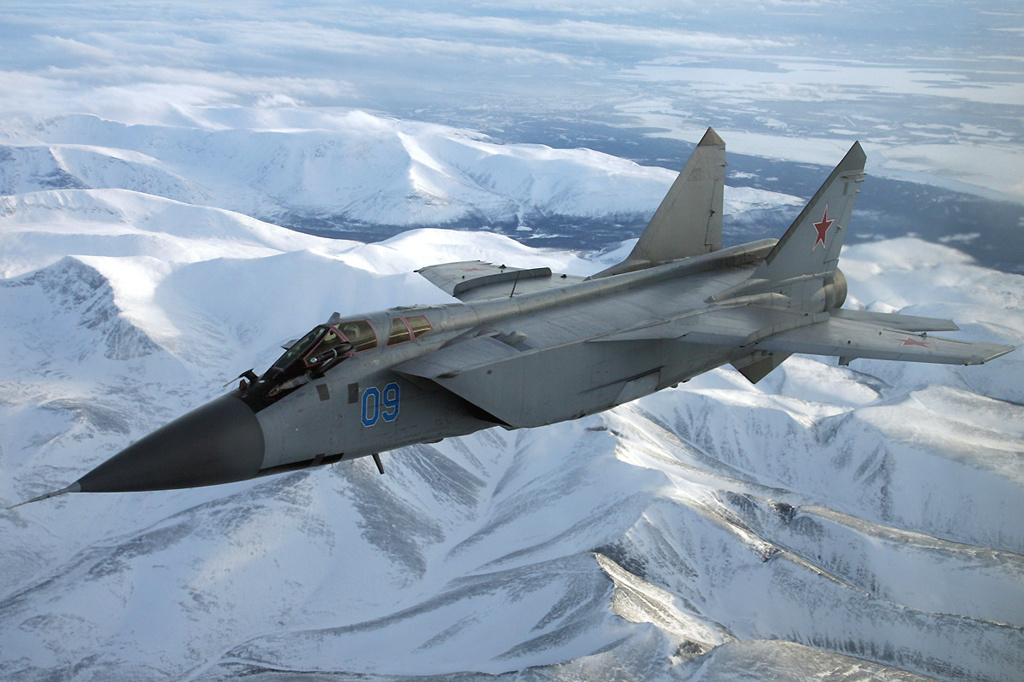
MiG-31BM攔截機
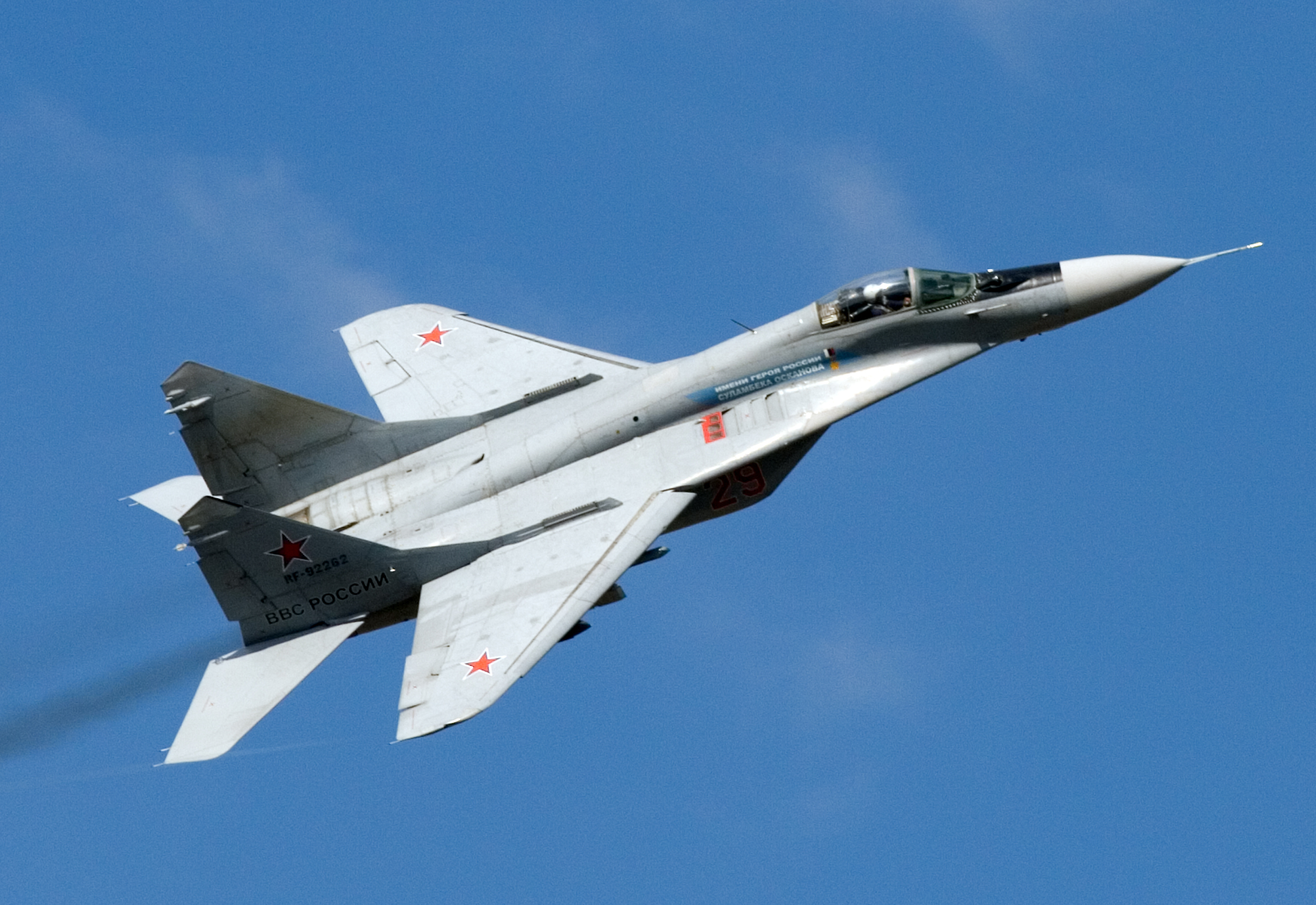
MiG-29S戰鬥機
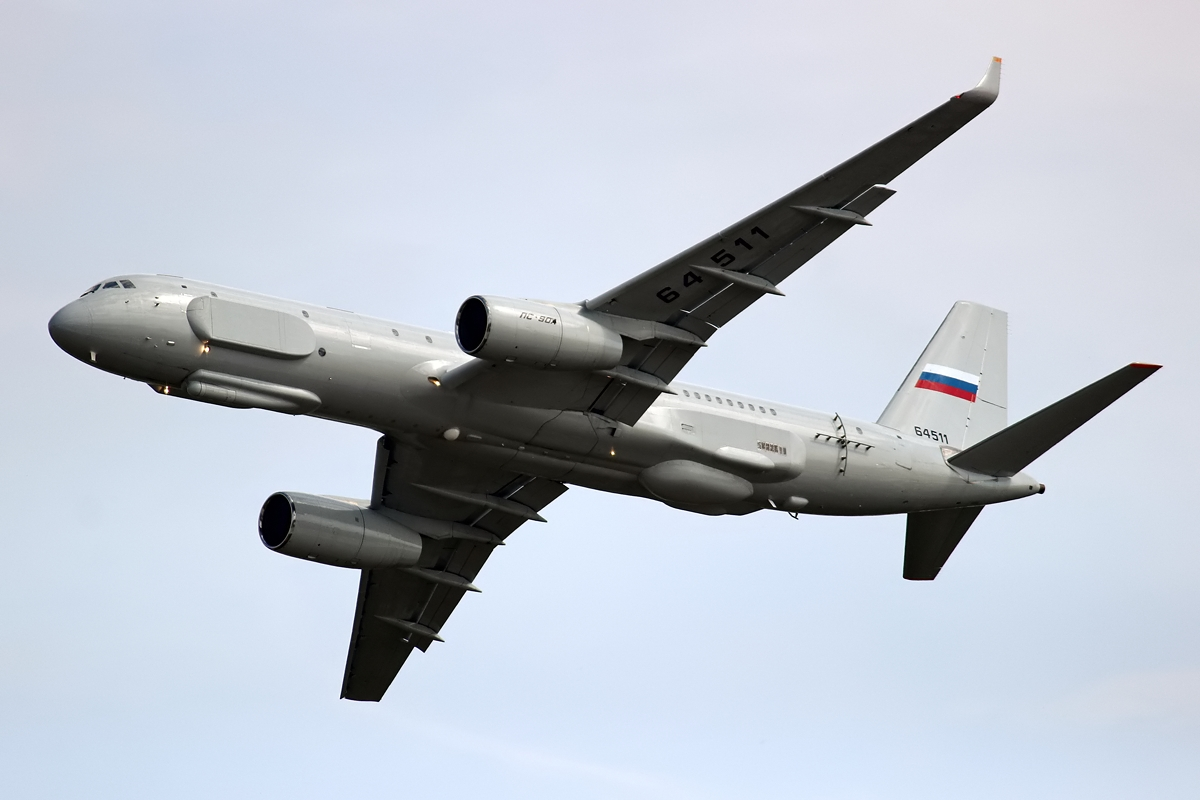
Tu-214R電子偵察機
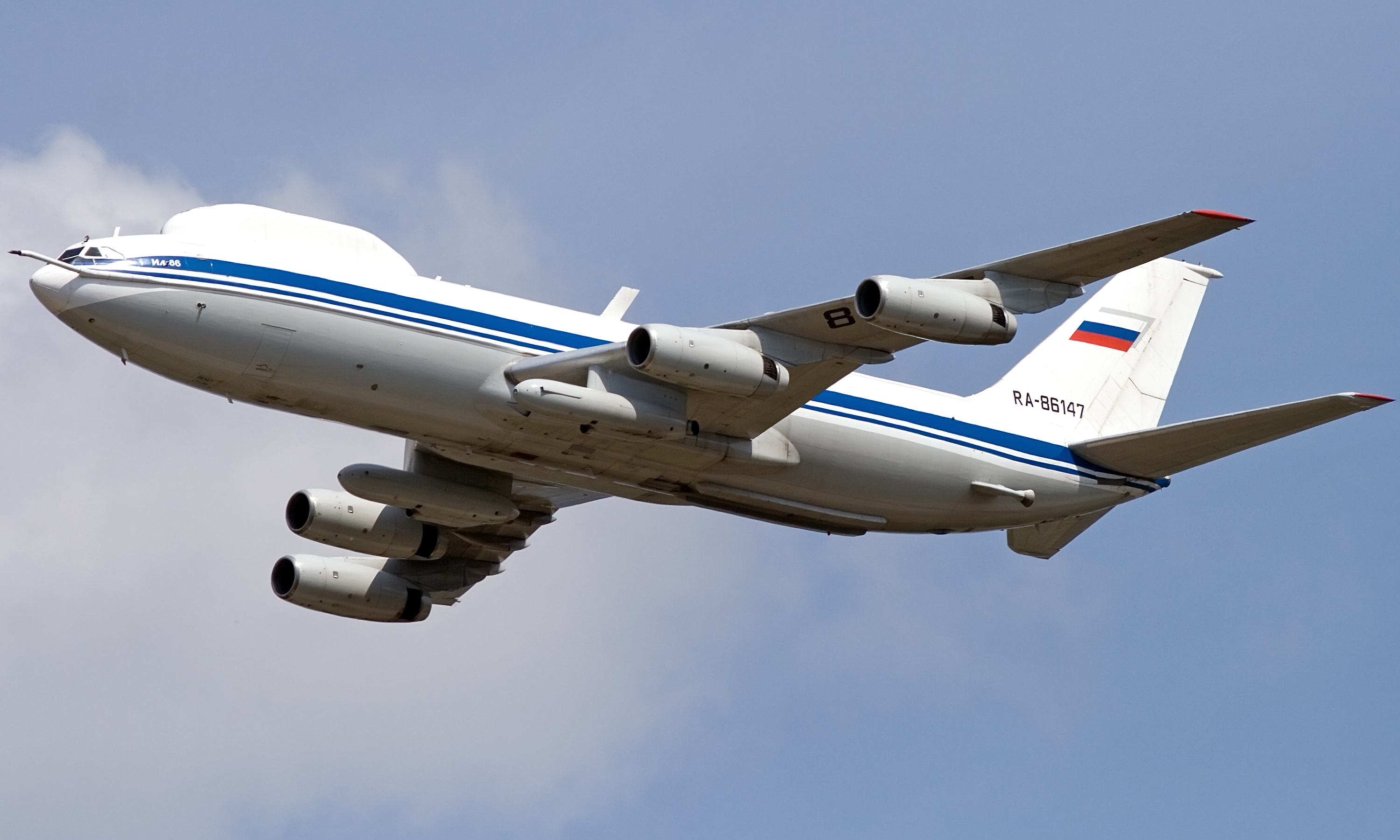
Il-80指揮機
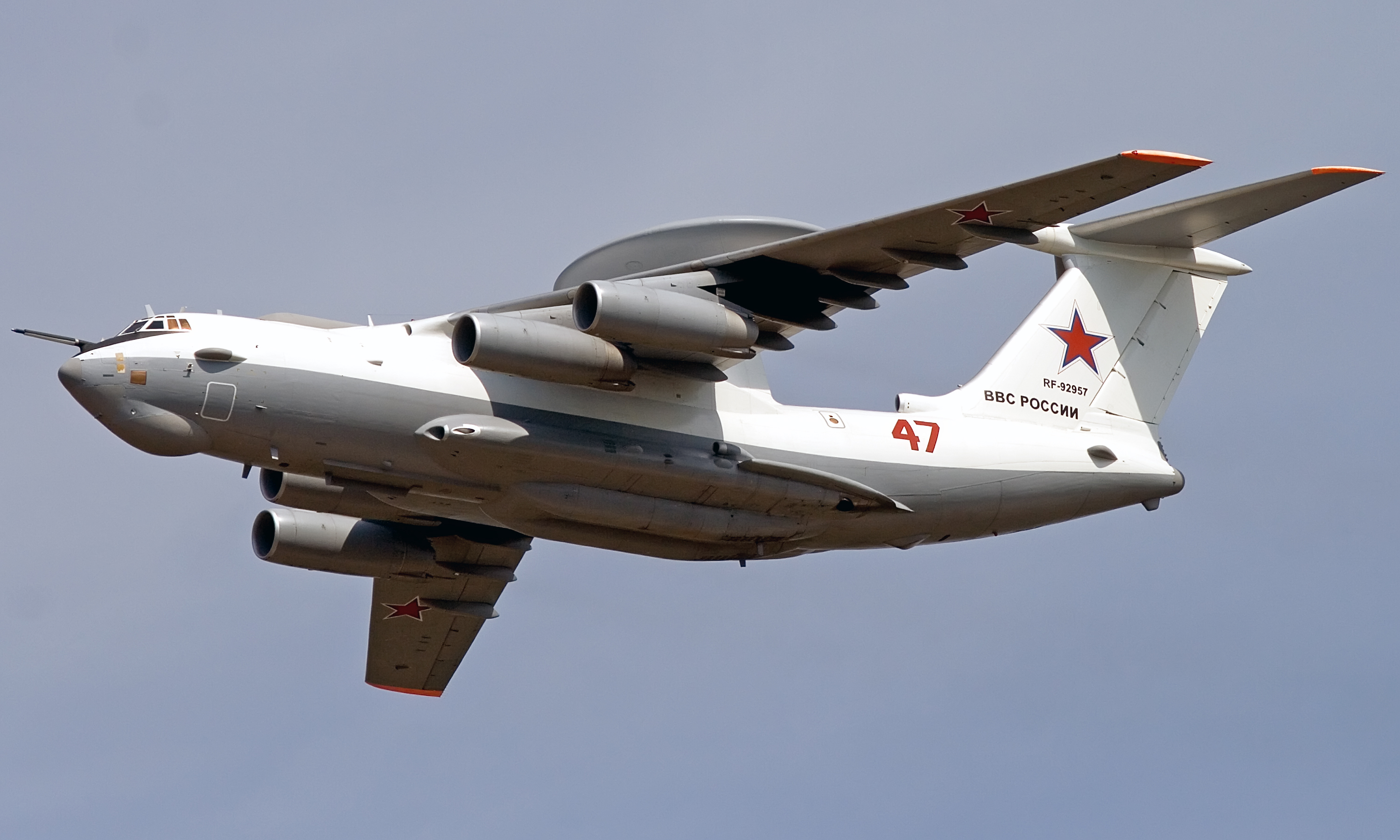
A-50U空中預警機
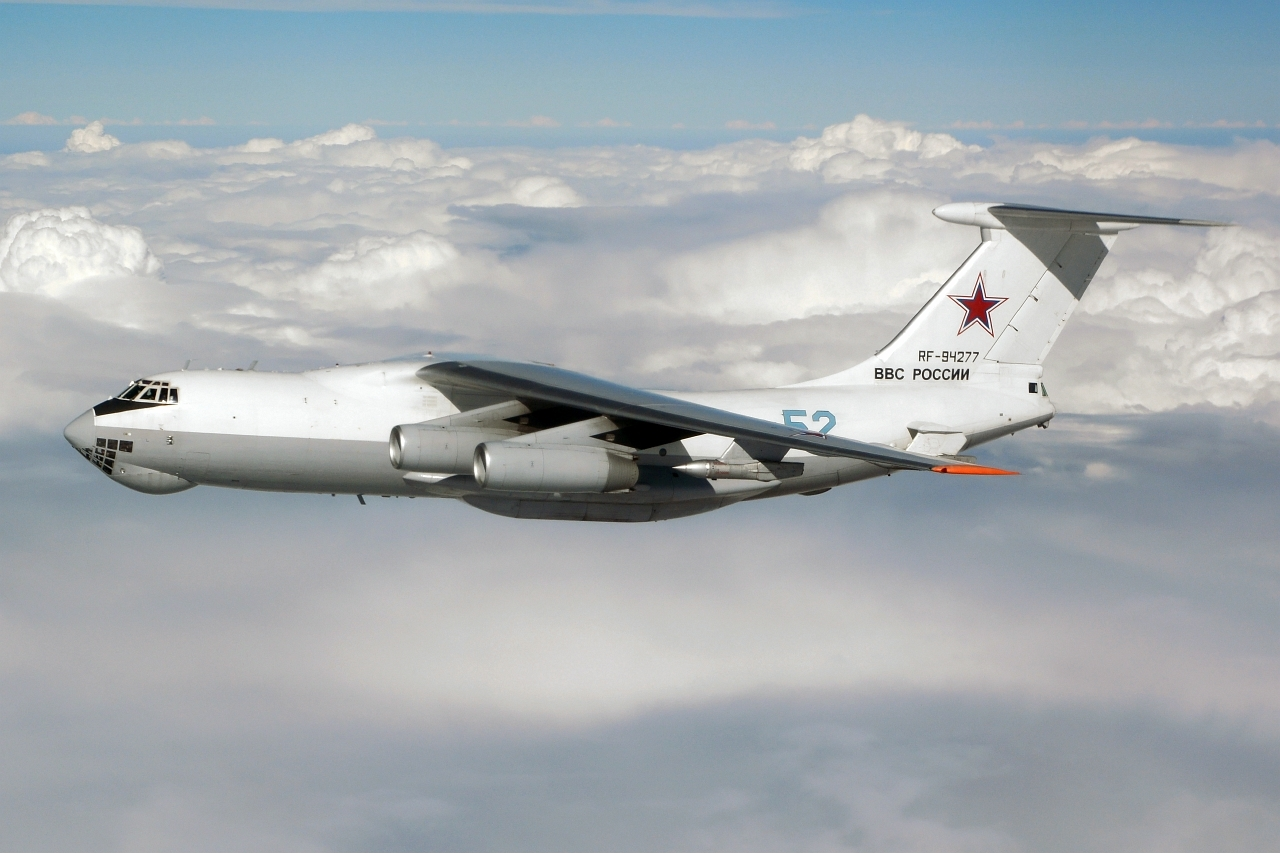
Il-78M空中加油機
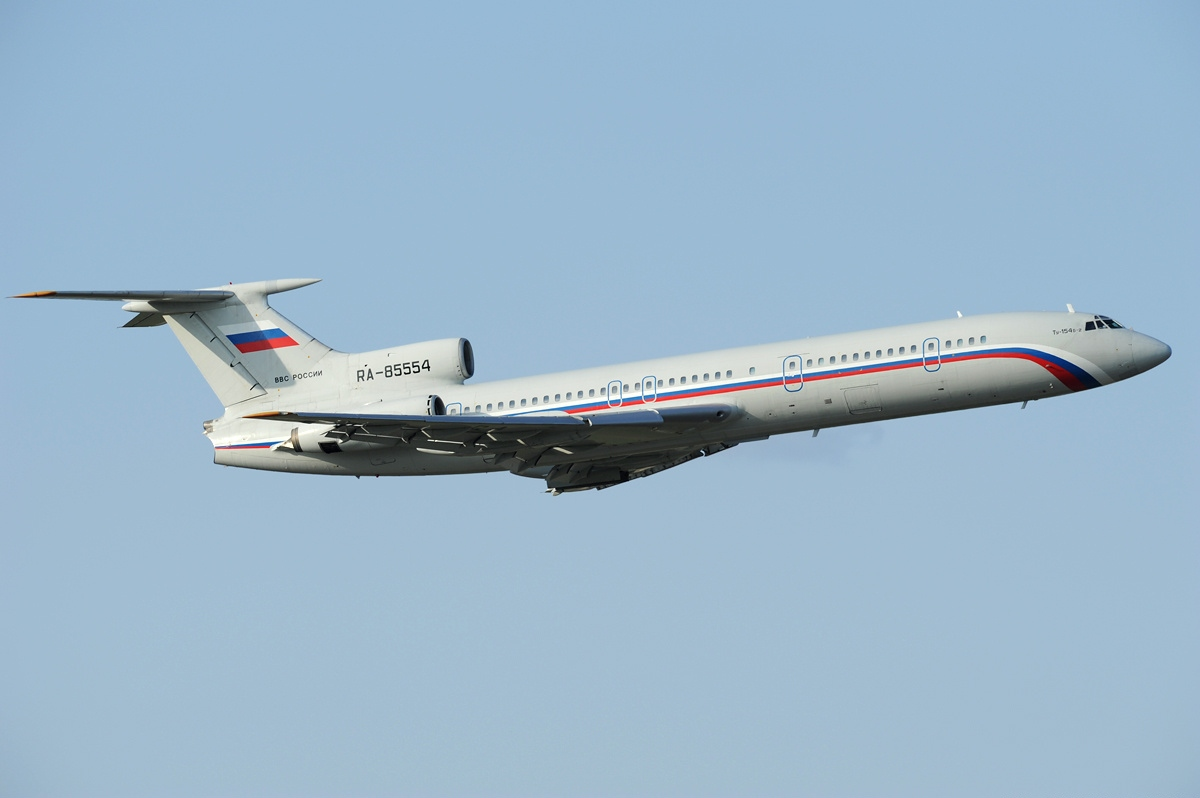
Tu-154B-2公務機
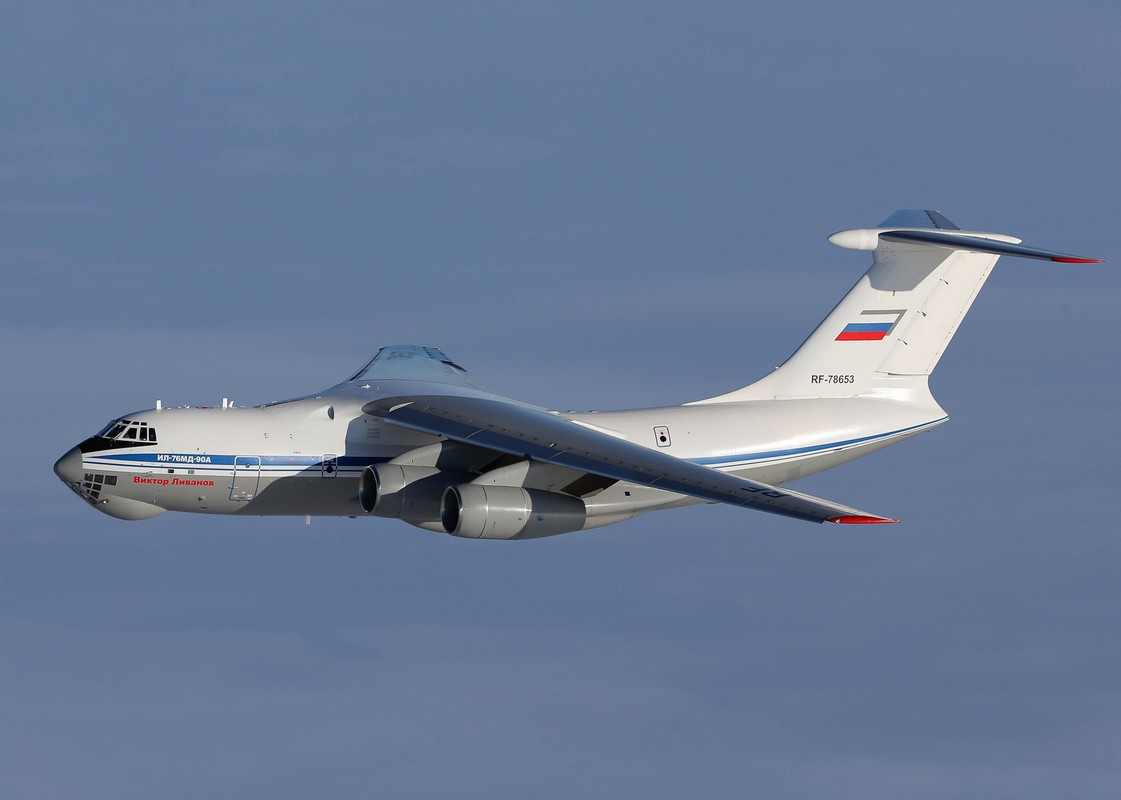
Il-76MD-90A戰略運輸機
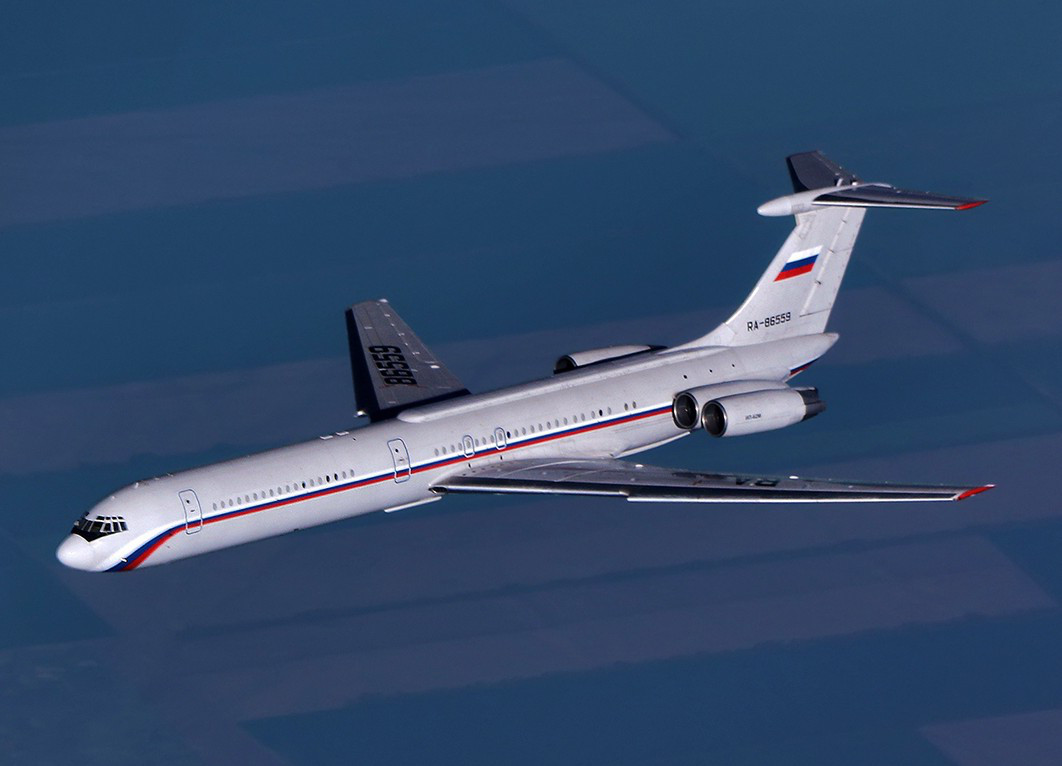
Il-62M公務機
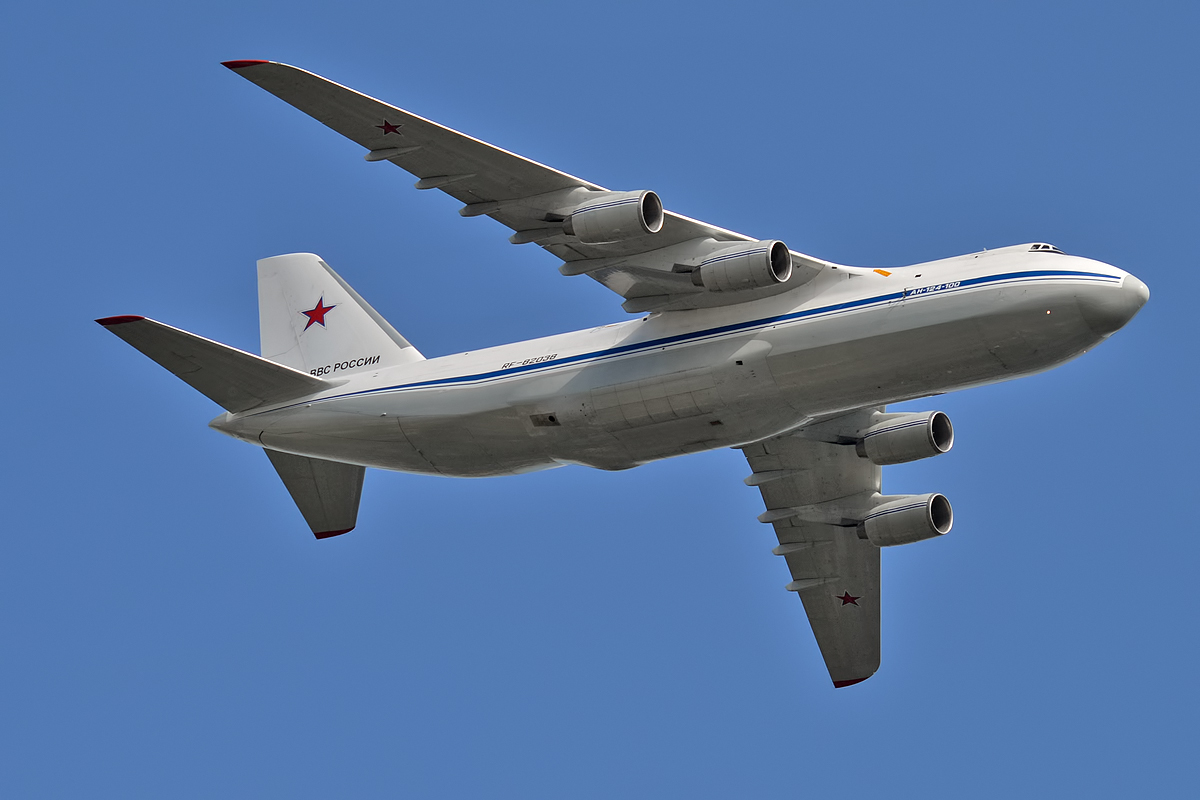
An-124-100戰略運輸機
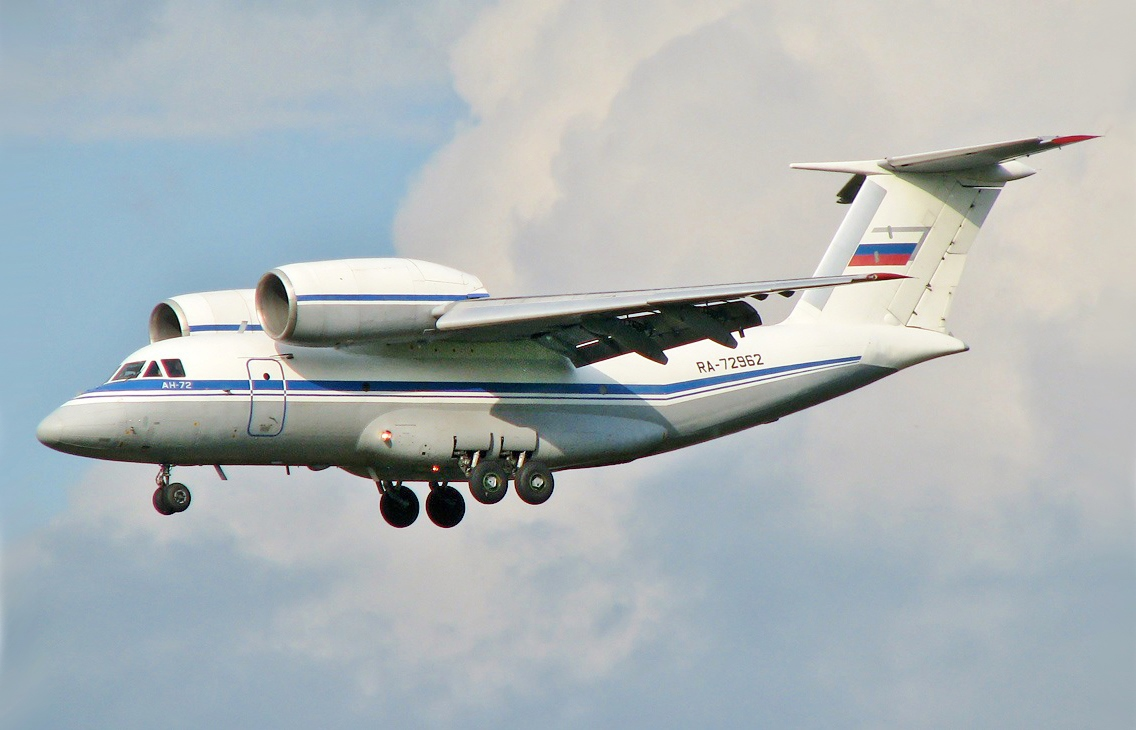
An-72運輸機
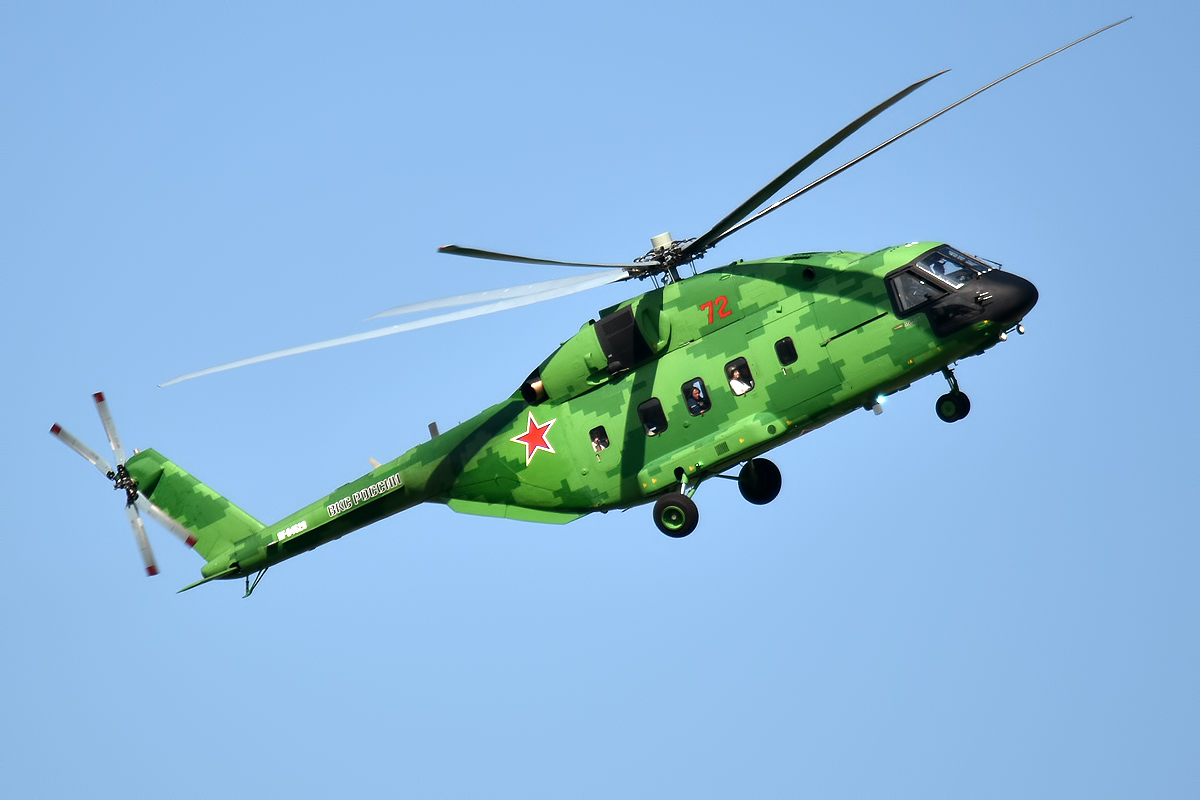
Mi-38T直升機
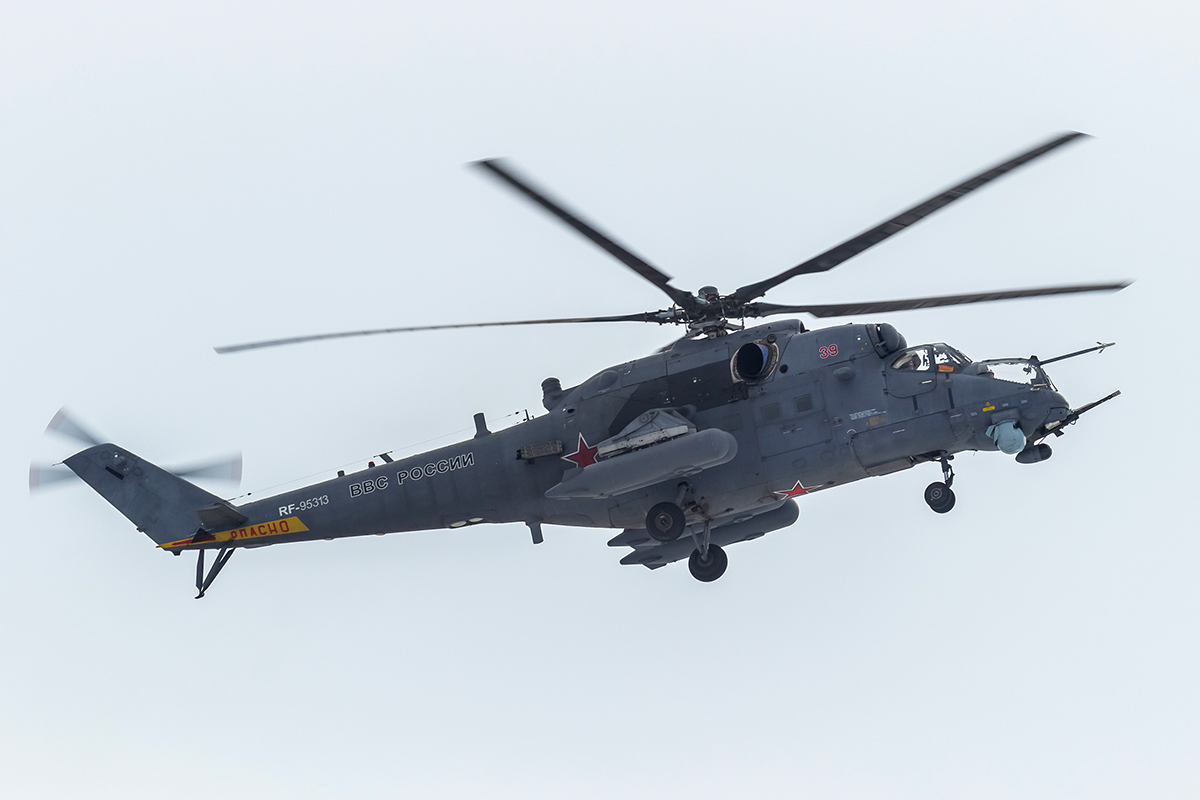
Mi-35M攻擊直升機
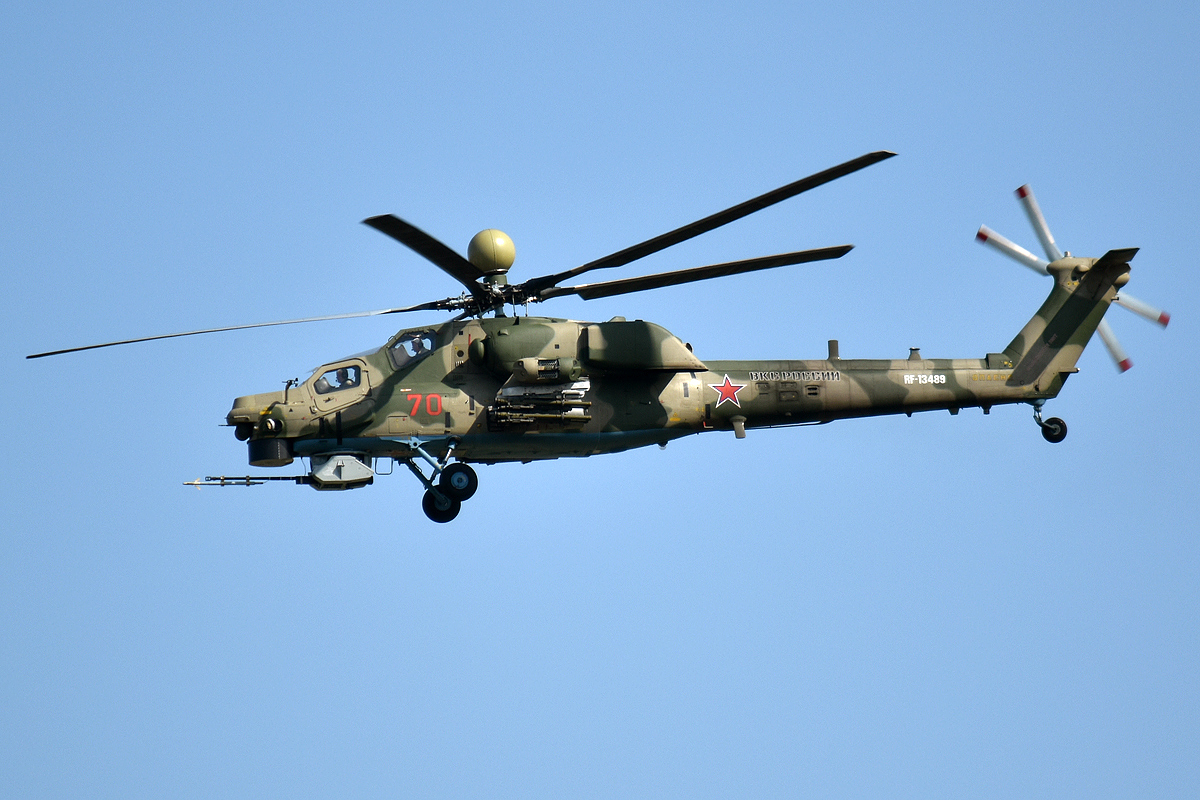
Mi-28NM攻擊直升機
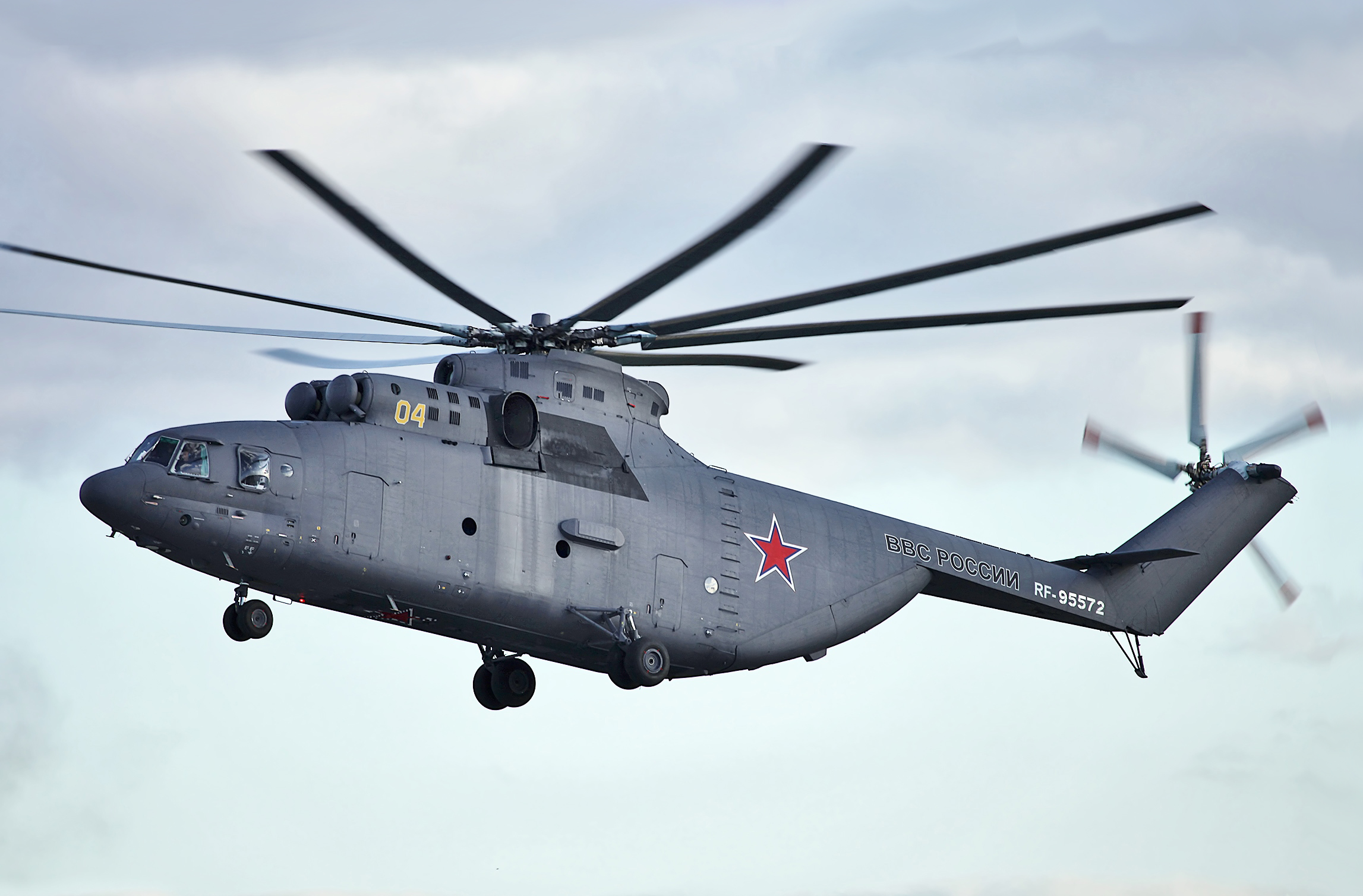
Mi-26直升機
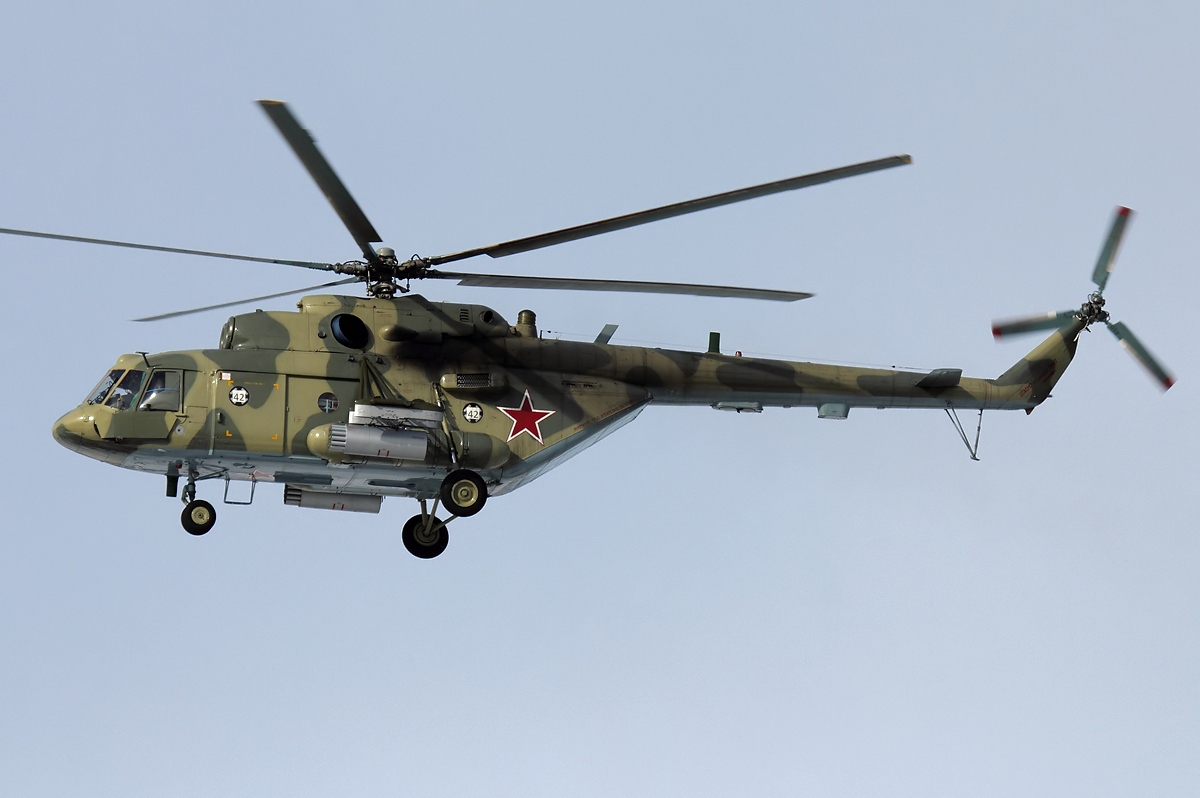
Mi-8MT直升機
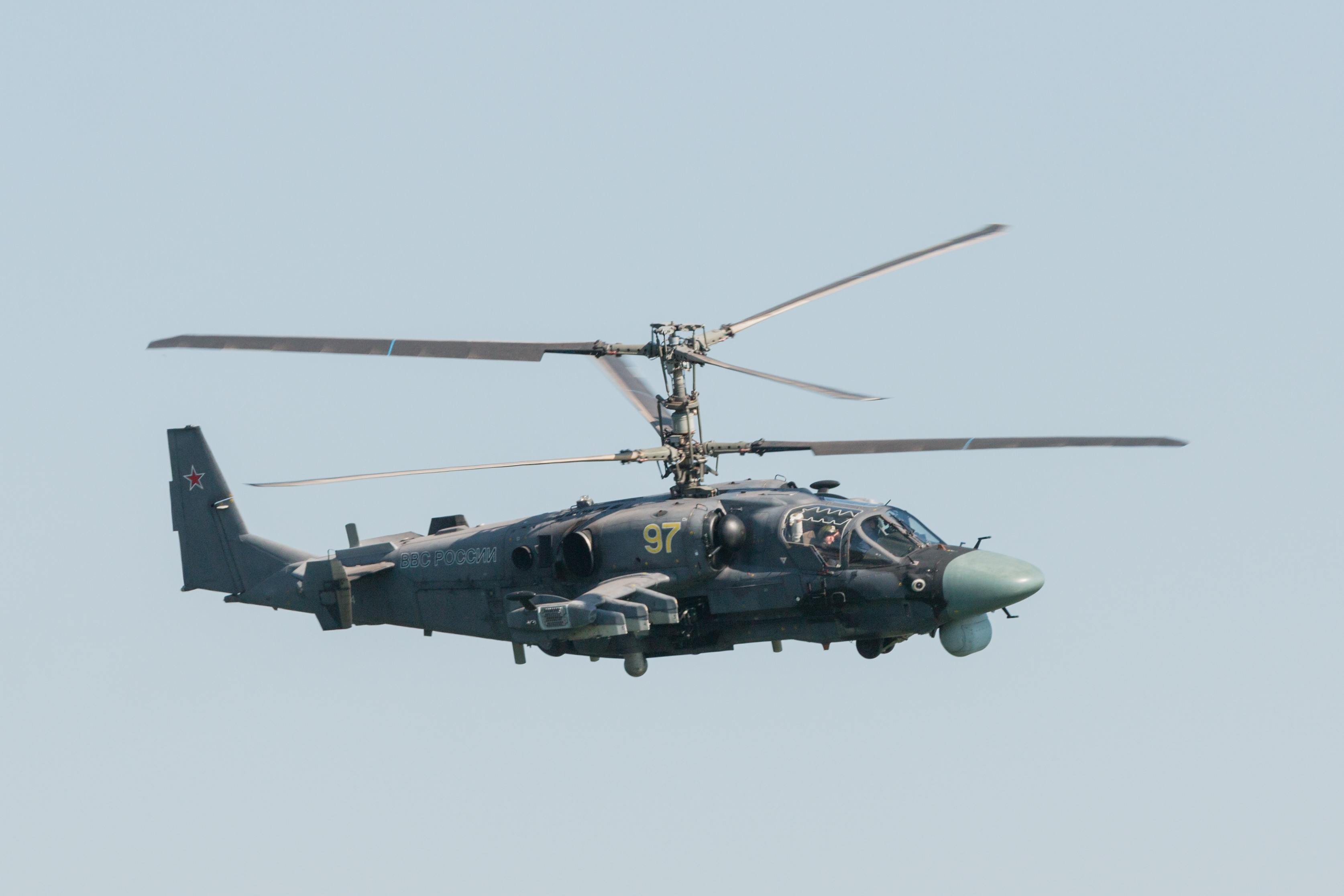
Ka-52攻擊直升機